# Hélice molecular

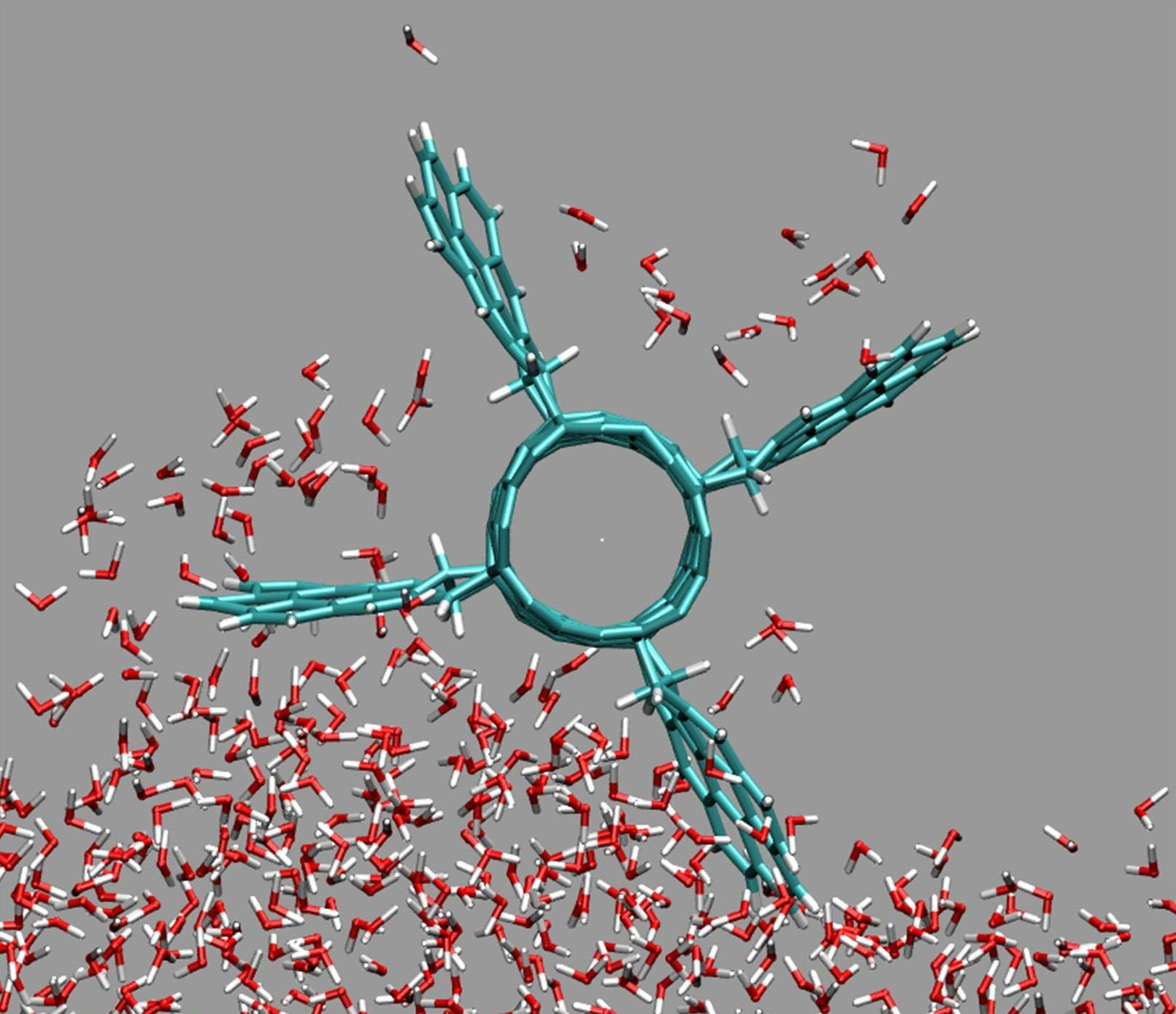
Bombeamento de água pela superfície hidrofóbica das hélices moleculares

A hélice molecular é uma molécula que pode impulsionar os fluidos quando girada, devido ao seu formato especial, que foi concebido em analogia com hélices macroscópicas: possui várias lâminas de escala molecular associadas a um ângulo de passo certo em toda a circunferência de um eixo, alinhados ao longo do eixo de rotação.
As hélices moleculares projetadas no grupo do Professor Petr Král da Universidade de Illinois, em Chicago, Estados Unidos, são formadas por lâminas planas de moléculas aromáticas e o eixo é um nanotubo de carbono. Simulações de dinâmica molecular mostram que essas hélices podem servir como bombas eficientes no volume e na superfície de líquidos. A sua eficiência de bombeamento depende da química da interfase entre as lâminas e do líquido. Por exemplo, se as lâminas são hidrofóbicas, as moléculas de água não se ligam a elas, devido à sua pequena polaridade, e as hélices podem bombea-las melhor. Se as lâminas são hidrofóbicas, as moléculas de água formam ligações de hidrogênio com os átomos nas lâminas polares. Isso pode bloquear o grande fluxo de moléculas de água ao redor das lâminas e desacelerar significativamente seu bombeamento.

## Bombeamento
As hélices moleculares podem girar por motores moleculares que podem ser conduzidos por agentes químicos, biológicos, ópticos e meios elétricos, ou vários mecanismo de catraca. A natureza realiza mais atividades biológicas com um grande número de motores moleculares altamente sofisticados, como a miosina, cinesina e a ATP sintase. Por exemplo, os motores de rotação ligados à cauda da proteína-base, chamado flagelo, pode impulsionar as bactérias.

## Aplicações
De maneira semelhante, a montagem de uma hélice molecular e um motor molecular pode dar forma a uma máquina em nanoescala que pode bombear fluidos ou realizar a locomoção. As futuras aplicações desse âmbito de nanosistemas das novas ferramentas de análise na física e química, produção de drogas e terapia genética na biologia e medicina, técnicas avançadas de nanofluidos em chips, para pequenos robôs realizam diversas atividades na escala nanométrica ou escala microscópica.